# Лиола (Арканзас)
Лиола (енгл. Leola) град је у америчкој савезној држави Арканзас.

## Демографија
По попису из 2010. године број становника је 501, што је 14 (-2,7%) становника мање него 2000. године.
| Група             | 2000.       | 2010.       |
| Белци             | 427 (82,9%) | 362 (72,3%) |
| Афроамериканци    | 1 (0,2%)    | 6 (1,2%)    |
| Азијати           | 0 (0,0%)    | 0 (0,0%)    |
| Хиспаноамериканци | 76 (14,8%)  | 118 (23,6%) |
| Укупно            | 515         | 501         |